# Der Hafenpastor und das graue Kind
Der Hafenpastor und das graue Kind ist aus dem Jahr 2015 und nach Der Hafenpastor ein weiterer Fernsehfilm von Stephan Meyer mit Jan Fedder in der Rolle des Hafenpastors. Das Drehbuch zum Film wurde von Stefan Wild geschrieben. 2016 erfolgte eine Fortsetzung unter dem Titel Der Hafenpastor und das Blaue vom Himmel.

## Handlung
Mitten in der Sonntragspredigt von Stefan Book klettert Küster Eddi auf den Kirchturm und will sich von dort aus einem Fenster in die Tiefe stürzen. Book steigt ihm hinterher und trickst ihn aus, sodass Eddi von seinem Vorhaben ablässt. Danach redet Book ihm noch ein wenig ins Gewissen und beide gehen zum Tagesgeschäft über. Das nächste menschliche Problem, um das sich der Pastor kümmern muss, ist die 16-jährige Paloma Würl. Sie ist ein Mitglied seiner St. Pauli Gemeinde und von ihrem ebenfalls minderjährigen Freund Winni Wu schwanger. Sie befürchtet, dass sie ihrer Verpflichtungen zur Betreuung ihrer alkoholkranken Mutter nicht mehr nachkommen kann, wenn sie sich auch noch um ein Kind kümmern muss. Das Jugendamt sieht dies ähnlich und befürwortet eine Unterbringung von Paloma in einem Mutter-Kind-Heim. Da aber Pastor Stefan Book bereit ist, als Privatvormund zu agieren, kann das Mädchen nach der Geburt des Kindes in der Gemeinde bleiben. Diese Entscheidung dazu hat er recht spontan getroffen, ohne seine langjährige Bekannte Sabine Sattler zu fragen, mit der er eigentlich gemeinsam in Urlaub fahren wollte. Um ein geordnetes Familienleben vorweisen zu können, braucht er sie und muss nun erst einmal bei ihr um Verzeihung bitten.
Paloma ist indessen davon überzeugt, das Kind lieber zur Adoption freizugeben, damit ihm ein Schicksal wie das ihre erspart bleibt. Sie spricht zufällig mit dem Zuhälter Bodo Schüler darüber, der sie dazu überreden will, das Kind doch an Leute zu geben, die auch etwas dafür bezahlen würden. Ehe sie so richtig darüber nachdenken kann, gelingt es Pastor Book eine eigene Wohnung für Paloma und Winni zu finden. So gut sich das anhört, bringt es auch gleich Probleme, denn die Jugendlichen sind einfach nicht in der Lage den Haushalt in Ordnung zu halten und verlassen sich voll und ganz auf Pastor Book. Zu allem Überfluss bildet sich nun auch noch Palomas Mutter ein, das Sorgerecht für ihr Enkelkind zu erwirken. Doch auch das Jugendamt meint, Paloma das Kind besser wegnehmen zu müssen, denn nach Abschluss der Untersuchungen des Babys steht fest, dass es seinem Alter entsprechend zu klein ist. Solche Kinder werden „graue Kinder“ genannt, weil die Mütter während der Schwangerschaft meist geraucht und Alkohol getrunken haben. Davon noch unberührt, genießen Paloma und Winnie die Zeit mit ihrem Kind. 
Bei allen Problemen der Gemeinde, hat auch Pastor Book seine Sorgen. Zum einen wirft man ihm Vernachlässigung der Aufsichtspflicht vor, denn Palomas Kind wurde auf der Jugendfahrt gezeugt, die er organisiert und begleitet hatte. In der Folge könnte er als Pastor nicht mehr tragbar sein und entlassen werden. Zum anderen hat er keine guten Nachrichten aus der Klinik bekommen, wo er sich vor kurzem untersuchen lassen hatte. Ehe er darüber so richtig nachdenken kann, benimmt sich Paloma nicht gerade wie ein verantwortungsbewusste Mutter. Sie will unbedingt mal wieder ausgehen und kommt sehr betrunken nach Hause. Als man ihr Vorwürfe macht, kommt es zum Eklat und Paloma trifft eine folgenschwere Entscheidung. Sie übergibt Bodo Schüler ihr Kind, überlegt es sich dann zwar wieder anders. Aber nun ist das Kind weg. Pastor Books Schwester nimmt sich der Sache an legt ihrem Bruder nahe zu beten. Sie zieht sofort den Zuhälter zur Rechenschaft und fordert umgehend das Kind. Doch er wiegelt ab und meint, er könne nun nichts mehr tun. Es läge nicht mehr in seiner Hand, weil das nun eine andere Liga wäre und die Typen keinen Spaß verstünden. Er wäre nur der Vermittler gewesen. Doch sein Mitarbeiter „Kautschuk“ meint, dass er das Baby zurückholen wird und es gelingt ihm tatsächlich. Nach diesem Abenteuer sieht Pastor Book ein, dass er gescheitert ist und wohl doch das Jugendamt der bessere Betreuer für die junge Mutter und ihr Kind ist. Nachdem er das Kind am Wochenende taufen wird, sollen beide in ein Mutter-Kind-Heim wechseln.
Während Pastor Book offiziell Urlaub hatte, um sich um Paloma kümmern zu können, übernahm die junge Vikarin Anke Bertram die Amtsgeschäfte. Ihr gelang es, als sie die altersschwache Rosi betreut und im Krankenhaus besucht, herauszufinden, dass sie die Mutter von Küster Eddi ist. Überglücklich, nach all den Jahren seine leibliche Mutter kennenzulernen, entführt er sie aus dem Krankenhaus und meint, dass er sie nun nie wieder hergeben würde. Pastor Book ist allerdings der Meinung, dass Rosi niemals Eddis Mutter sein kann. Die Vikarin  erwiderte darauf nur: Der Glaube versetzt Berge.

## Hintergrund
Der Hafenpastor und das graue Kind wurde am 16. Januar 2015 in Das Erste zur Primetime erstmals ausgestrahlt.

## Rezeption

### Einschaltquoten
Die Erstausstrahlung in Das Erste verfolgten 3,85 Millionen Zuschauer, was einen Marktanteil von 12,1 Prozent entspricht. Von den jüngeren Zuschauern schalteten etwa 0,55 Millionen den Film mit Jan Fedder ein. Dieser Wert bedeutet einen Marktanteil von 5,1 Prozent.

### Kritiken
Rainer Tittelbach von tittelbach.tv zieht ein eher schlechtes Urteil und sagt: „Mit Fedder, Broich & einer moderneren Gangart hat diese ARD-Reihe aber andere Möglichkeiten.“
Kino.de schrieb dazu: „Schon der erste Auftritt des Hafenpastors war keine reine Komödie, doch die Fortsetzung ist deutlich dramatischer ausgefallen; auch die weiteren Handlungsstränge erzählen Geschichten, die im Grunde tragisch sind. Die Verknüpfung der verschiedenen Ebenen gelingt diesmal allerdings nicht ganz so flüssig, so dass der Film recht episodisch wirkt. Für frischen Wind in der Gemeinde sorgt Anna Brüggemann als junge Vikarin, die dem Ensemble unbedingt erhalten bleiben sollte.“
Ulrich Feld von der FNP meinte: „Der zweite Teil war […] nicht schlecht bis auf das Ende, das regelrecht im Kitsch ersoff.“